# Bien sans maître (France)
En droit français, le bien sans maître est un bien meuble ou immeuble susceptible d'appropriation, dont le propriétaire a disparu ou est inconnu. Il appartient à la commune sur laquelle il est situé.

## Immeubles sans maître
L’article 147 de la loi du 13 août 2004 a clarifié le régime juridique de ce bien, notamment par l'article 713 du code civil. Ce régime a été à nouveau modifié en 2014 par la loi ALUR, puis par la loi n° 2022-217 du 21 février 2022 dite « loi 3DS ». Ces deux lois ont simplifié la procédure d'acquisition du bien sans maître par les communes, et ont raccourci le délai de saisie par les communes, dans certains cas, de trente à dix ans.

### Définition
Pour qu'un immeuble soit qualifié de « sans maître », il doit répondre à l’un des deux critères suivants :
- soit avoir été compris dans le patrimoine d’une succession ouverte depuis plus de trente ans et pour laquelle aucun successible ne s’est présenté. Ce délai est ramené à dix ans lorsque les biens se situent dans le périmètre d'une grande opération d'urbanisme au sens de l'article L. 312-3 du code de l'urbanisme ou d'une opération de revitalisation de territoire au sens de l'article L. 303-2 du code de la construction et de l'habitation, dans une zone France ruralités revitalisation mentionnée aux II et III de l'article 44 quindecies A du code général des impôts ou dans un quartier prioritaire de la politique de la ville au sens de l'article 5 de la loi n° 2014-173 du 21 février 2014 de programmation pour la ville et la cohésion urbaine.
- soit sont des immeubles qui n'ont pas de propriétaire connu et pour lesquels depuis plus de trois ans les taxes foncières n'ont pas été acquittées ou ont été acquittées par un tiers. Ces dispositions ne font pas obstacle à l'application des règles de droit civil relatives à la prescription[3].

Il faut bien distinguer les successions où il y a des héritiers, mais où ceux-ci n'ont pas (volontairement ou involontairement) accompli les démarches successorales (ou la succession est dite "ouverte"), et qui relèvent donc du 1er alinéa de l'article L1123-1 du CG3P (ie. le premier critère ci-dessus), des successions sans héritier, qui relève lui des articles 539 et 768 du code civil, par lesquels l'Etat peut prétendre à la totalité de la dite succession (succession dite "vacante").
Lorsque la succession d'une personne défunte est refusée par l'ensemble des héritiers, le tribunal judiciaire compétent dans le ressort du dernier domicile du défunt peut déclarer la succession vacante. Le service des Domaines est alors en charge, en tant que curateur de la succession vacante, de vendre les biens du défunt au profit de l'État pour solder le passif de la succession.

### Dévolution à la commune où se situent le bien
Le bien qui n'a pas de maître appartient à la commune sur le territoire de laquelle il est situé. La procédure d'incorporation d'un bien sans maître dans le patrimoine d'une commune varie selon qu'un bien sans maître relève du 1er ou du 2ème alinéa de l'article L1123-1 du Code général de la propriété des personnes publiques.
Le bien relevant du 1er alinéa fait l'objet d'une procédure d'acquisition relativement simple et rapide (passage d'une délibération au conseil municipal sans publicité préalable), alors que celui relevant du 2e alinéa nécessite plus de temps, avec une publicité obligatoire (cette procédure nécessite d'abord le recueil d'un avis simple de la CCID - commission communale des impôts directs -, puis une publicité sur site pendant 6 mois, et enfin le passage auprès du conseil municipal pour constater l'incorporation éventuelle).
Pour les bois et forêts acquis par cette procédure du 2ème alinéa, ceux-ci sont soumis au régime forestier prévu à l'article L. 211-1 du code forestier à l'expiration d'un délai de 5 ans à compter soit de leur incorporation dans le domaine communal, soit de leur transfert dans le domaine de l'Etat.

### Dévolution à un EPCI, à l'État ou à une entité habilitée
Le conseil municipal peut, par délibération, renoncer à exercer ses droits, sur tout ou partie des biens sans maître qu'elle a identifiée, au profit de l'établissement public de coopération intercommunale à fiscalité propre dont elle est membre. La propriété du bien se trouve alors dévolue de plein droit à l'EPCI.
La commune ou EPCI peuvent aussi renoncer à exercer leurs droits sur ces biens, auquel cas la propriété est transférée de plein droit, selon les cas, à l'État, au conservatoire de l'espace littoral et des rivages lacustres, ou au conservatoire régional d'espaces naturels.

## Meubles sans maître
Les meubles qui sont récupérés au sein d'une procédure de biens sans maître par une commune ou un EPCI (ou autre, voir ci-dessus), sont considérés comme étant propriétés de l'acteur public ayant obtenu la propriété de l'immeuble.
Les biens sans maître étant, de manière générale, des biens inhabités depuis plus de 10 ou 30 ans, les biens meubles s'y trouvant sont souvent dans un état dégradé, du fait de l'humidité, du froid, ou de l'action d'insectes ou d'autres animaux par exemple.